# Settimana Coppi e Bartali de 2018
A 33.ª edição da Settimana Coppi e Bartali, foi uma corrida de ciclismo de estrada por etapas que se celebrou entre 22 e 25 de março de 2018 na Itália com início no município de Gatteo e final no município de Fiorano Modenese sobre um percurso de 424,6 quilómetros.
A corrida fez parte do UCI Europe Tour de 2018, dentro da categoria UCI 2.1
A corrida foi vencida pelo corredor italiano Diego Rosa da equipa Sky, em segundo lugar Bauke Mollema (Trek-Segafredo) e em terceiro lugar Richard Carapaz (Movistar).

## Equipas participantes
Tomaram parte na corrida 25 equipas: 6 de categoria UCI World Team; 13 de categoria Profissional Continental; 6 de categoria Continental. Formando assim um pelotão de 170 ciclistas dos que acabaram 157. As equipas participantes foram:
| Equipes WorldTeam (6)- Sky - EF Education First-Drapac p/b Cannondale - Lotto NL-Jumbo - Movistar Team - Trek-Segafredo - Mitchelton-Scott Equipes profissionais Continentais (13)- Bardiani CSF - Wanty-Groupe Gobert - WB-Aqua Protect-Veranclassic - Wilier Triestina-Selle Italia - Delko-Marseille Provence-KTM - Aqua Blue Sport - Caja Rural-Seguros RGA - Androni Giocattoli-Sidermec - Nippo-Vini Fantini-Europa Ovini - CCC Sprandi Polkowice - Fortuneo-Samsic - Israel Cycling Academy - Gazprom-RusVelo Equipes Continentais (6)- Amore & Vita-Prodir - Sangemini-MG.Kvis - ONE Pro Cycling - Biesse Carrera Gavardo - Trevigiani Phonix-Hemus 1896 - MsTina-Focus |
| |

## Percurso
A Settimana Coppi e Bartali dispôs de cinco etapas para um percurso total de 424,6 quilómetros, onde se contempla uma Contrarrelógio por equipas e uma etapa plana no primeiro dia, e quatro etapas de estrada nos seguintes dias, incluindo uma Contrarrelógio individual no último dia.
| Etapa | Data    | Percurso                            | type                       | Distância (km) | Vencedor            | Líder geral      |
| ----- | ------- | ----------------------------------- | -------------------------- | -------------- | ------------------- | ---------------- |
| 1A    | 22 mar. | Gatteo – Gatteo                     | etapa plana                | 97,8           | Pascal Eenkhoorn    | Pascal Eenkhoorn |
| 1B    | 22 mar. | Gatteo a Mare – Gatteo              | contrarrelógio por equipes | 13,3           | Sky                 | Pascal Eenkhoorn |
| 2     | 23 mar. | Riccione – Sogliano al Rubicone     | média montanha             | 130            | Bauke Mollema       | Diego Rosa       |
| 3     | 24 mar. | Crevalcore – Crevalcore             | etapa plana                | 171,4          | Christopher Lawless | Diego Rosa       |
| 4     | 25 mar. | Fiorano Modenese – Fiorano Modenese | contrarrelógio individual  | 12,5           | Jan Tratnik         | Diego Rosa       |

## Desenvolvimento da corrida

### 1.ª etapa (A)
| \| Classificação por etapas \| Classificação por etapas \| Classificação por etapas \| Classificação por etapas \| Classificação por etapas \| \| Ciclista \| Ciclista \| Equipe \| Tempo \| \| \| ------------------------ \| ------------------------ \| ------------------------------- \| ------------------------ \| ------------------------ \| \| 1. \| Pascal Eenkhoorn \| LottoNL-Jumbo \| 2h12m43s \| \| \| 2. \| Lawson Craddock \| EF Education First-Drapac \| + 0s \| \| \| 3. \| Davide Ballerini \| Androni Giocattoli-Sidermec \| + 1m07s \| \| \| 4. \| Christopher Lawless \| Team Sky \| + 1m07s \| \| \| 5. \| Casper Pedersen \| Aqua Blue Sport \| + 1m07s \| \| \| 6. \| Marco Canola \| Nippo-Vini Fantini-Europa Ovini \| + 1m07s \| \| \| 7. \| Marco Maronese \| Bardiani CSF \| + 1m07s \| \| \| 8. \| Alessandro Fedeli \| Trevigiani-Phonix-Hemus 1896 \| + 1m07s \| \| \| 9. \| Enrico Battaglin \| LottoNL-Jumbo \| + 1m07s \| \| \| 10. \| Riccardo Stacchiotti \| MSTina-Focus \| + 1m07s \| \| |                      |                                 |          |
| |                      |                                 |          |
| |                      |                                 |          |
| Classificação por etapas |                      |                                 |          |
| Ciclista | Ciclista             | Equipe                          | Tempo    |
| 1. | Pascal Eenkhoorn     | LottoNL-Jumbo                   | 2h12m43s |
| 2. | Lawson Craddock      | EF Education First-Drapac       | + 0s     |
| 3. | Davide Ballerini     | Androni Giocattoli-Sidermec     | + 1m07s  |
| 4. | Christopher Lawless  | Team Sky                        | + 1m07s  |
| 5. | Casper Pedersen      | Aqua Blue Sport                 | + 1m07s  |
| 6. | Marco Canola         | Nippo-Vini Fantini-Europa Ovini | + 1m07s  |
| 7. | Marco Maronese       | Bardiani CSF                    | + 1m07s  |
| 8. | Alessandro Fedeli    | Trevigiani-Phonix-Hemus 1896    | + 1m07s  |
| 9. | Enrico Battaglin     | LottoNL-Jumbo                   | + 1m07s  |
| 10. | Riccardo Stacchiotti | MSTina-Focus                    | + 1m07s  |

| \| Classificação geral \| Classificação geral \| Classificação geral \| Classificação geral \| Classificação geral \| \| Ciclista \| Ciclista \| Equipe \| Tempo \| \| \| ------------------- \| -------------------- \| ------------------------------- \| ------------------- \| ------------------- \| \| 1. \| Pascal Eenkhoorn \| LottoNL-Jumbo \| 2h12m37s \| \| \| 2. \| Lawson Craddock \| EF Education First-Drapac \| + 2s \| \| \| 3. \| Davide Ballerini \| Androni Giocattoli-Sidermec \| + 1m11s \| \| \| 4. \| Christopher Lawless \| Team Sky \| + 1m13s \| \| \| 5. \| Casper Pedersen \| Aqua Blue Sport \| + 1m13s \| \| \| 6. \| Marco Canola \| Nippo-Vini Fantini-Europa Ovini \| + 1m13s \| \| \| 7. \| Marco Maronese \| Bardiani CSF \| + 1m13s \| \| \| 8. \| Alessandro Fedeli \| Trevigiani-Phonix-Hemus 1896 \| + 1m13s \| \| \| 9. \| Enrico Battaglin \| LottoNL-Jumbo \| + 1m13s \| \| \| 10. \| Riccardo Stacchiotti \| MSTina-Focus \| + 1m13s \| \| |                      |                                 |          |
| |                      |                                 |          |
| |                      |                                 |          |
| Classificação geral |                      |                                 |          |
| Ciclista | Ciclista             | Equipe                          | Tempo    |
| 1. | Pascal Eenkhoorn     | LottoNL-Jumbo                   | 2h12m37s |
| 2. | Lawson Craddock      | EF Education First-Drapac       | + 2s     |
| 3. | Davide Ballerini     | Androni Giocattoli-Sidermec     | + 1m11s  |
| 4. | Christopher Lawless  | Team Sky                        | + 1m13s  |
| 5. | Casper Pedersen      | Aqua Blue Sport                 | + 1m13s  |
| 6. | Marco Canola         | Nippo-Vini Fantini-Europa Ovini | + 1m13s  |
| 7. | Marco Maronese       | Bardiani CSF                    | + 1m13s  |
| 8. | Alessandro Fedeli    | Trevigiani-Phonix-Hemus 1896    | + 1m13s  |
| 9. | Enrico Battaglin     | LottoNL-Jumbo                   | + 1m13s  |
| 10. | Riccardo Stacchiotti | MSTina-Focus                    | + 1m13s  |

### 1.ª etapa (B) (CRE)
| \| Classificação por etapas \| Classificação por etapas \| Classificação por etapas \| Classificação por etapas \| Classificação por etapas \| \| Ciclista \| Ciclista \| Equipe \| Tempo \| \| \| ------------------------ \| ---------------------------------------- \| ------------------------ \| ------------------------ \| ------------------------ \| \| 1. \| Sky \| \| 14m44s \| \| \| 2. \| CCC Sprandi Polkowice \| \| + 10s \| \| \| 3. \| Mitchelton-Scott \| \| + 10s \| \| \| 4. \| Lotto NL-Jumbo \| \| + 11s \| \| \| 5. \| Trek-Segafredo \| \| + 13s \| \| \| 6. \| Androni Giocattoli-Sidermec \| \| + 16s \| \| \| 7. \| EF Education First-Drapac p/b Cannondale \| \| + 21s \| \| \| 8. \| Gazprom-RusVelo \| \| + 24s \| \| \| 9. \| Nippo-Vini Fantini-Europa Ovini \| \| + 29s \| \| \| 10. \| Wilier Triestina-Selle Italia \| \| + 30s \| \| |                                          |        |        |
| |                                          |        |        |
| |                                          |        |        |
| Classificação por etapas |                                          |        |        |
| Ciclista | Ciclista                                 | Equipe | Tempo  |
| 1. | Sky                                      |        | 14m44s |
| 2. | CCC Sprandi Polkowice                    |        | + 10s  |
| 3. | Mitchelton-Scott                         |        | + 10s  |
| 4. | Lotto NL-Jumbo                           |        | + 11s  |
| 5. | Trek-Segafredo                           |        | + 13s  |
| 6. | Androni Giocattoli-Sidermec              |        | + 16s  |
| 7. | EF Education First-Drapac p/b Cannondale |        | + 21s  |
| 8. | Gazprom-RusVelo                          |        | + 24s  |
| 9. | Nippo-Vini Fantini-Europa Ovini          |        | + 29s  |
| 10. | Wilier Triestina-Selle Italia            |        | + 30s  |

| \| Classificação geral \| Classificação geral \| Classificação geral \| Classificação geral \| Classificação geral \| \| Ciclista \| Ciclista \| Equipe \| Tempo \| \| \| ------------------- \| ------------------- \| ------------------------- \| ------------------- \| ------------------- \| \| 1. \| Pascal Eenkhoorn \| LottoNL-Jumbo \| 2h27m32s \| \| \| 2. \| Lawson Craddock \| EF Education First-Drapac \| + 12s \| \| \| 3. \| Christopher Lawless \| Team Sky \| + 1m02s \| \| \| 4. \| Diego Rosa \| Team Sky \| + 1m02s \| \| \| 5. \| Pavel Sivakov \| Team Sky \| + 1m02s \| \| \| 6. \| Jonathan Dibben \| Team Sky \| + 1m02s \| \| \| 7. \| Luke Rowe \| Team Sky \| + 1m02s \| \| \| 8. \| Jonas Koch \| CCC Sprandi Polkowice \| + 1m12s \| \| \| 9. \| Jan Tratnik \| CCC Sprandi Polkowice \| + 1m12s \| \| \| 10. \| Kamil Gradek \| CCC Sprandi Polkowice \| + 1m12s \| \| |                     |                           |          |
| |                     |                           |          |
| |                     |                           |          |
| Classificação geral |                     |                           |          |
| Ciclista | Ciclista            | Equipe                    | Tempo    |
| 1. | Pascal Eenkhoorn    | LottoNL-Jumbo             | 2h27m32s |
| 2. | Lawson Craddock     | EF Education First-Drapac | + 12s    |
| 3. | Christopher Lawless | Team Sky                  | + 1m02s  |
| 4. | Diego Rosa          | Team Sky                  | + 1m02s  |
| 5. | Pavel Sivakov       | Team Sky                  | + 1m02s  |
| 6. | Jonathan Dibben     | Team Sky                  | + 1m02s  |
| 7. | Luke Rowe           | Team Sky                  | + 1m02s  |
| 8. | Jonas Koch          | CCC Sprandi Polkowice     | + 1m12s  |
| 9. | Jan Tratnik         | CCC Sprandi Polkowice     | + 1m12s  |
| 10. | Kamil Gradek        | CCC Sprandi Polkowice     | + 1m12s  |

### 2.ª etapa
| \| Classificação por etapas \| Classificação por etapas \| Classificação por etapas \| Classificação por etapas \| Classificação por etapas \| \| Ciclista \| Ciclista \| Equipe \| Tempo \| \| \| ------------------------ \| ------------------------ \| --------------------------- \| ------------------------ \| ------------------------ \| \| 1. \| Bauke Mollema \| Trek-Segafredo \| 3h36m23s \| \| \| 2. \| Diego Rosa \| Team Sky \| + 2s \| \| \| 3. \| Giulio Ciccone \| Bardiani CSF \| + 3s \| \| \| 4. \| Guillaume Martin \| Wanty-Groupe Gobert \| + 3s \| \| \| 5. \| Richard Carapaz \| Movistar Team \| + 3s \| \| \| 6. \| Koen Bouwman \| LottoNL-Jumbo \| + 11s \| \| \| 7. \| Iván Ramiro Sosa \| Androni Giocattoli-Sidermec \| + 13s \| \| \| 8. \| Lucas Hamilton \| Mitchelton-Scott \| + 33s \| \| \| 9. \| Davide Ballerini \| Androni Giocattoli-Sidermec \| + 55s \| \| \| 10. \| Neilson Powless \| LottoNL-Jumbo \| + 55s \| \| |                  |                             |          |
| |                  |                             |          |
| |                  |                             |          |
| Classificação por etapas |                  |                             |          |
| Ciclista | Ciclista         | Equipe                      | Tempo    |
| 1. | Bauke Mollema    | Trek-Segafredo              | 3h36m23s |
| 2. | Diego Rosa       | Team Sky                    | + 2s     |
| 3. | Giulio Ciccone   | Bardiani CSF                | + 3s     |
| 4. | Guillaume Martin | Wanty-Groupe Gobert         | + 3s     |
| 5. | Richard Carapaz  | Movistar Team               | + 3s     |
| 6. | Koen Bouwman     | LottoNL-Jumbo               | + 11s    |
| 7. | Iván Ramiro Sosa | Androni Giocattoli-Sidermec | + 13s    |
| 8. | Lucas Hamilton   | Mitchelton-Scott            | + 33s    |
| 9. | Davide Ballerini | Androni Giocattoli-Sidermec | + 55s    |
| 10. | Neilson Powless  | LottoNL-Jumbo               | + 55s    |

| \| Classificação geral \| Classificação geral \| Classificação geral \| Classificação geral \| Classificação geral \| \| Ciclista \| Ciclista \| Equipe \| Tempo \| \| \| ------------------- \| ------------------- \| --------------------------- \| ------------------- \| ------------------- \| \| 1. \| Diego Rosa \| Team Sky \| 6h04m53s \| \| \| 2. \| Bauke Mollema \| Trek-Segafredo \| + 7s \| \| \| 3. \| Koen Bouwman \| LottoNL-Jumbo \| + 26s \| \| \| 4. \| Iván Ramiro Sosa \| Androni Giocattoli-Sidermec \| + 33s \| \| \| 5. \| Lawson Craddock \| EF Education First-Drapac \| + 36s \| \| \| 6. \| Richard Carapaz \| Movistar Team \| + 38s \| \| \| 7. \| Lucas Hamilton \| Mitchelton-Scott \| + 47s \| \| \| 8. \| Guillaume Martin \| Wanty-Groupe Gobert \| + 50s \| \| \| 9. \| Giulio Ciccone \| Bardiani CSF \| + 51s \| \| \| 10. \| Neilson Powless \| LottoNL-Jumbo \| + 1m10s \| \| |                  |                             |          |
| |                  |                             |          |
| |                  |                             |          |
| Classificação geral |                  |                             |          |
| Ciclista | Ciclista         | Equipe                      | Tempo    |
| 1. | Diego Rosa       | Team Sky                    | 6h04m53s |
| 2. | Bauke Mollema    | Trek-Segafredo              | + 7s     |
| 3. | Koen Bouwman     | LottoNL-Jumbo               | + 26s    |
| 4. | Iván Ramiro Sosa | Androni Giocattoli-Sidermec | + 33s    |
| 5. | Lawson Craddock  | EF Education First-Drapac   | + 36s    |
| 6. | Richard Carapaz  | Movistar Team               | + 38s    |
| 7. | Lucas Hamilton   | Mitchelton-Scott            | + 47s    |
| 8. | Guillaume Martin | Wanty-Groupe Gobert         | + 50s    |
| 9. | Giulio Ciccone   | Bardiani CSF                | + 51s    |
| 10. | Neilson Powless  | LottoNL-Jumbo               | + 1m10s  |

### 3.ª etapa
| \| Classificação por etapas \| Classificação por etapas \| Classificação por etapas \| Classificação por etapas \| Classificação por etapas \| \| Ciclista \| Ciclista \| Equipe \| Tempo \| \| \| ------------------------ \| ------------------------ \| ---------------------------- \| ------------------------ \| ------------------------ \| \| 1. \| Jan Tratnik \| CCC Sprandi Polkowice \| 19m22s \| \| \| 2. \| Diego Rosa \| Team Sky \| + 28s \| \| \| 3. \| Víctor de la Parte \| Movistar Team \| + 32s \| \| \| 4. \| Koen Bouwman \| LottoNL-Jumbo \| + 40s \| \| \| 5. \| Bauke Mollema \| Trek-Segafredo \| + 41s \| \| \| 6. \| Neilson Powless \| LottoNL-Jumbo \| + 46s \| \| \| 7. \| Pavel Sivakov \| Team Sky \| + 46s \| \| \| 8. \| Eduardo Sepúlveda \| Movistar Team \| + 47s \| \| \| 9. \| Richard Carapaz \| Movistar Team \| + 52s \| \| \| 10. \| Mauro Finetto \| Delko-Marseille Provence-KTM \| + 52s \| \| |                    |                              |        |
| |                    |                              |        |
| |                    |                              |        |
| Classificação por etapas |                    |                              |        |
| Ciclista | Ciclista           | Equipe                       | Tempo  |
| 1. | Jan Tratnik        | CCC Sprandi Polkowice        | 19m22s |
| 2. | Diego Rosa         | Team Sky                     | + 28s  |
| 3. | Víctor de la Parte | Movistar Team                | + 32s  |
| 4. | Koen Bouwman       | LottoNL-Jumbo                | + 40s  |
| 5. | Bauke Mollema      | Trek-Segafredo               | + 41s  |
| 6. | Neilson Powless    | LottoNL-Jumbo                | + 46s  |
| 7. | Pavel Sivakov      | Team Sky                     | + 46s  |
| 8. | Eduardo Sepúlveda  | Movistar Team                | + 47s  |
| 9. | Richard Carapaz    | Movistar Team                | + 52s  |
| 10. | Mauro Finetto      | Delko-Marseille Provence-KTM | + 52s  |

| \| Classificação geral \| Classificação geral \| Classificação geral \| Classificação geral \| Classificação geral \| \| Ciclista \| Ciclista \| Equipe \| Tempo \| \| \| ------------------- \| ------------------- \| ------------------- \| ------------------- \| ------------------- \| |          |        |       |
| |          |        |       |
| |          |        |       |
| Classificação geral |          |        |       |
| Ciclista | Ciclista | Equipe | Tempo |

### 4.ª etapa (CRI)
| \| Classificação por etapas \| Classificação por etapas \| Classificação por etapas \| Classificação por etapas \| Classificação por etapas \| \| Ciclista \| Ciclista \| Equipe \| Tempo \| \| \| ------------------------ \| ------------------------ \| ---------------------------- \| ------------------------ \| ------------------------ \| \| 1. \| Jan Tratnik \| CCC Sprandi Polkowice \| 19m22s \| \| \| 2. \| Diego Rosa \| Team Sky \| + 28s \| \| \| 3. \| Víctor de la Parte \| Movistar Team \| + 32s \| \| \| 4. \| Koen Bouwman \| LottoNL-Jumbo \| + 40s \| \| \| 5. \| Bauke Mollema \| Trek-Segafredo \| + 41s \| \| \| 6. \| Neilson Powless \| LottoNL-Jumbo \| + 46s \| \| \| 7. \| Pavel Sivakov \| Team Sky \| + 46s \| \| \| 8. \| Eduardo Sepúlveda \| Movistar Team \| + 47s \| \| \| 9. \| Richard Carapaz \| Movistar Team \| + 52s \| \| \| 10. \| Mauro Finetto \| Delko-Marseille Provence-KTM \| + 52s \| \| |                    |                              |        |
| |                    |                              |        |
| |                    |                              |        |
| Classificação por etapas |                    |                              |        |
| Ciclista | Ciclista           | Equipe                       | Tempo  |
| 1. | Jan Tratnik        | CCC Sprandi Polkowice        | 19m22s |
| 2. | Diego Rosa         | Team Sky                     | + 28s  |
| 3. | Víctor de la Parte | Movistar Team                | + 32s  |
| 4. | Koen Bouwman       | LottoNL-Jumbo                | + 40s  |
| 5. | Bauke Mollema      | Trek-Segafredo               | + 41s  |
| 6. | Neilson Powless    | LottoNL-Jumbo                | + 46s  |
| 7. | Pavel Sivakov      | Team Sky                     | + 46s  |
| 8. | Eduardo Sepúlveda  | Movistar Team                | + 47s  |
| 9. | Richard Carapaz    | Movistar Team                | + 52s  |
| 10. | Mauro Finetto      | Delko-Marseille Provence-KTM | + 52s  |

| \| Classificação geral \| Classificação geral \| Classificação geral \| Classificação geral \| Classificação geral \| \| Ciclista \| Ciclista \| Equipe \| Tempo \| \| \| ------------------- \| ------------------- \| ------------------- \| ------------------- \| ------------------- \| |          |        |       |
| |          |        |       |
| |          |        |       |
| Classificação geral |          |        |       |
| Ciclista | Ciclista | Equipe | Tempo |

## Classificações finais
- As classificações finalizaram da seguinte forma:[4]

### Classificação geral
| \| Classificação geral \| Classificação geral \| Classificação geral \| Classificação geral \| Classificação geral \| \| Ciclista \| Ciclista \| Equipe \| Tempo \| \| \| ------------------- \| ----------------------- \| --------------------------- \| ------------------- \| ------------------- \| \| 1. \| Diego Rosa \| Team Sky \| 10h12m36s \| \| \| 2. \| Bauke Mollema \| Trek-Segafredo \| + 20s \| \| \| 3. \| Richard Carapaz \| Movistar Team \| + 1m02s \| \| \| 4. \| Pavel Sivakov \| Team Sky \| + 1m44s \| \| \| 5. \| Koen Bouwman \| LottoNL-Jumbo \| + 1m44s \| \| \| 6. \| Fausto Masnada \| Androni Giocattoli-Sidermec \| + 1m51s \| \| \| 7. \| Lucas Hamilton \| Mitchelton-Scott \| + 1m58s \| \| \| 8. \| Christopher Juul-Jensen \| Mitchelton-Scott \| + 2m14s \| \| \| 9. \| Neilson Powless \| LottoNL-Jumbo \| + 2m34s \| \| \| 10. \| Giulio Ciccone \| Bardiani CSF \| + 2m36s \| \| |                         |                             |           |
| |                         |                             |           |
| Fonte: ProCyclingStats |                         |                             |           |
| Classificação geral |                         |                             |           |
| Ciclista | Ciclista                | Equipe                      | Tempo     |
| 1. | Diego Rosa              | Team Sky                    | 10h12m36s |
| 2. | Bauke Mollema           | Trek-Segafredo              | + 20s     |
| 3. | Richard Carapaz         | Movistar Team               | + 1m02s   |
| 4. | Pavel Sivakov           | Team Sky                    | + 1m44s   |
| 5. | Koen Bouwman            | LottoNL-Jumbo               | + 1m44s   |
| 6. | Fausto Masnada          | Androni Giocattoli-Sidermec | + 1m51s   |
| 7. | Lucas Hamilton          | Mitchelton-Scott            | + 1m58s   |
| 8. | Christopher Juul-Jensen | Mitchelton-Scott            | + 2m14s   |
| 9. | Neilson Powless         | LottoNL-Jumbo               | + 2m34s   |
| 10. | Giulio Ciccone          | Bardiani CSF                | + 2m36s   |

### Classificação da montanha
| Classificação da montanha | Classificação da montanha | Classificação da montanha   | Classificação da montanha | Classificação da montanha |
| Ciclista                  | Ciclista                  | Equipe                      | Pontos                    |                           |
| ------------------------- | ------------------------- | --------------------------- | ------------------------- | ------------------------- |
| 1.                        | Lawson Craddock           | EF Education First-Drapac   | 16 pts                    |                           |
| 2.                        | Marco Minnaard            | Wanty-Groupe Gobert         | 14 pts                    |                           |
| 3.                        | Pascal Eenkhoorn          | LottoNL-Jumbo               | 14 pts                    |                           |
| 4.                        | Brice Feillu              | Fortuneo-Samsic             | 13 pts                    |                           |
| 5.                        | Giulio Ciccone            | Bardiani CSF                | 8 pts                     |                           |
| 6.                        | Francesco Gavazzi         | Androni Giocattoli-Sidermec | 8 pts                     |                           |
| 7.                        | Diego Rosa                | Team Sky                    | 8 pts                     |                           |
| 8.                        | Emil Dima                 | MSTina-Focus                | 8 pts                     |                           |
| 9.                        | Tyler Williams            | Israel Cycling Academy      | 7 pts                     |                           |
| 10.                       | Davide Ballerini          | Androni Giocattoli-Sidermec | 6 pts                     |                           |

### Classificação por pontos
| Classificação por pontos | Classificação por pontos | Classificação por pontos    | Classificação por pontos | Classificação por pontos |
| Ciclista                 | Ciclista                 | Equipe                      | Pontos                   |                          |
| ------------------------ | ------------------------ | --------------------------- | ------------------------ | ------------------------ |
| 1.                       | Christopher Lawless      | Team Sky                    | 15 pts                   |                          |
| 2.                       | Bauke Mollema            | Trek-Segafredo              | 10 pts                   |                          |
| 3.                       | Pascal Eenkhoorn         | LottoNL-Jumbo               | 10 pts                   |                          |
| 4.                       | Diego Rosa               | Team Sky                    | 8 pts                    |                          |
| 5.                       | Richard Carapaz          | Movistar Team               | 8 pts                    |                          |
| 6.                       | Lawson Craddock          | EF Education First-Drapac   | 8 pts                    |                          |
| 7.                       | Paolo Totò               | Sangemini-MG.Kvis-Vega      | 8 pts                    |                          |
| 8.                       | Giulio Ciccone           | Bardiani CSF                | 6 pts                    |                          |
| 9.                       | Davide Ballerini         | Androni Giocattoli-Sidermec | 6 pts                    |                          |
| 10.                      | Lorenzo Rota             | Bardiani CSF                | 6 pts                    |                          |

### Classificação dos jovens
| Classificação dos jovens | Classificação dos jovens | Classificação dos jovens     | Classificação dos jovens | Classificação dos jovens |
| Ciclista                 | Ciclista                 | Equipe                       | Tempo                    |                          |
| ------------------------ | ------------------------ | ---------------------------- | ------------------------ | ------------------------ |
| 1.                       | Pavel Sivakov            | Team Sky                     | 10h14m20s                |                          |
| 2.                       | Lucas Hamilton           | Mitchelton-Scott             | + 14s                    |                          |
| 3.                       | Neilson Powless          | LottoNL-Jumbo                | + 50s                    |                          |
| 4.                       | Iván Ramiro Sosa         | Androni Giocattoli-Sidermec  | + 1m06s                  |                          |
| 5.                       | Artem Nych               | Gazprom-RusVelo              | + 1m57s                  |                          |
| 6.                       | Edward Dunbar            | Aqua Blue Sport              | + 2m00s                  |                          |
| 7.                       | Alex Aranburu            | Caja Rural-Seguros RGA       | + 3m10s                  |                          |
| 8.                       | Julien Mortier           | WB-Aqua Protect-Veranclassic | + 4m38s                  |                          |
| 9.                       | Lorenzo Rota             | Bardiani CSF                 | + 4m40s                  |                          |
| 10.                      | Giovanni Carboni         | Bardiani CSF                 | + 5m00s                  |                          |

### Classificação por equipas
| Classificação por equipes | Classificação por equipes     | Classificação por equipes | Classificação por equipes |
| Equipe                    | Equipe                        | Tempo                     |                           |
| ------------------------- | ----------------------------- | ------------------------- | ------------------------- |
| 1.                        | Movistar Team                 | 30h13m20s                 |                           |
| 2.                        | Lotto NL-Jumbo                | + 1m04s                   |                           |
| 3.                        | Androni Giocattoli-Sidermec   | + 1m45s                   |                           |
| 4.                        | Aqua Blue Sport               | + 4m18s                   |                           |
| 5.                        | Wanty-Groupe Gobert           | + 6m28s                   |                           |
| 6.                        | Wilier Triestina-Selle Italia | + 6m29s                   |                           |
| 7.                        | Caja Rural-Seguros RGA        | + 7m15s                   |                           |
| 8.                        | Bardiani CSF                  | + 7m52s                   |                           |
| 9.                        | Sky                           | + 11m32s                  |                           |
| 10.                       | Gazprom-RusVelo               | + 11m59s                  |                           |

## Evolução das classificações
| Etapa (Vencedor)                 | Classificação geral | Classificação da montanha | Classificação por pontos | Classificação dos jovens | Classificação por equipas |
| -------------------------------- | ------------------- | ------------------------- | ------------------------ | ------------------------ | ------------------------- |
| 1.ª etapa (A) (Pascal Eenkhoorn) | Pascal Eenkhoorn    | Lawson Craddock           | Pascal Eenkhoorn         | Pascal Eenkhoorn         | LottoNL-Jumbo             |
| 1.ª etapa (B) (Sky)              | Pascal Eenkhoorn    | Lawson Craddock           | Pascal Eenkhoorn         | Pascal Eenkhoorn         | LottoNL-Jumbo             |
| 2.ª etapa (Bauke Mollema)        | Diego Rosa          | Lawson Craddock           | Bauke Mollema            | Iván Ramiro Sosa         | LottoNL-Jumbo             |
| 3.ª etapa (Christopher Lawless)  | Diego Rosa          | Lawson Craddock           | Christopher Lawless      | Lucas Hamilton           | Movistar                  |
| 4.ª etapa (Jan Tratnik)          | Diego Rosa          | Lawson Craddock           | Christopher Lawless      | Pavel Sivakov            | Movistar                  |
| Final                            | Diego Rosa          | Lawson Craddock           | Christopher Lawless      | Pavel Sivakov            | Movistar                  |

## UCI World Ranking
A Settimana Coppi e Bartali outorga pontos para o UCI Europe Tour de 2018 e o UCI World Ranking, este último para corredores das equipas nas categorias UCI World Team, Profissional Continental e Equipas Continentais. As seguintes tabelas mostram o barómetro de pontuação e os 10 corredores que obtiveram mais pontos:
| Posição             | 1.ª | 2.ª | 3.ª | 4.ª | 5.ª | 6.ª | 7.ª | 8.ª | 9.ª | 10.ª |
| Classificação geral | 125 | 85  | 70  | 60  | 50  | 40  | 35  | 30  | 25  | 20   |
| Por etapa           | 14  | 5   | 3   |     |     |     |     |     |     |      |
| Líder               | 3   |     |     |     |     |     |     |     |     |      |

| Classificação | Classificação           | Classificação               | Classificação | Classificação | Classificação | Classificação |
| Posição       | Ciclista                | Equipa                      | Geral         | Etapa         | Líder         | Total         |
| ------------- | ----------------------- | --------------------------- | ------------- | ------------- | ------------- | ------------- |
| 1.º           | Diego Rosa              | Sky                         | 125           | 12,33         | 6             | 143,33        |
| 2.º           | Bauke Mollema           | Trek-Segafredo              | 85            | 14            | -             | 99            |
| 3.º           | Richard Carapaz         | Movistar                    | 70            | -             | -             | 70            |
| 4.º           | Pavel Sivakov           | Sky                         | 60            | 2,33          | -             | 62,33         |
| 5.º           | Koen Bouwman            | LottoNL-Jumbo               | 50            | -             | -             | 50            |
| 6.º           | Fausto Masnada          | Androni Giocattoli-Sidermec | 40            | -             | -             | 40            |
| 7.º           | Lucas Hamilton          | Mitchelton-Scott            | 35            | 0,6           | -             | 35,6          |
| 8.º           | Christopher Juul-Jensen | Mitchelton-Scott            | 30            | 0,6           | -             | 30,6          |
| 9.º           | Neilson Powless         | LottoNL-Jumbo               | 25            | -             | -             | 25            |
| 10.º          | Giulio Ciccone          | Bardiani-CSF                | 20            | 3             | -             | 23            |